# Parque nacional Taman Negara
El Parque Nacional de Malasia (en malasio: Taman Negara Malaysia) es un parque nacional ubicado en Malasia, en el centro de la Malasia Peninsular a cuatro grados al norte del Ecuador. Tiene un área de 4.343 km² (tres veces el tamaño de Singapur). Se extiende sobre tres estados: Kelantan, Terengganu y Pahang. Fue creado en 1925 y extendido hasta su área actual en 1938. Luego de la independencia en 1957, el parque recibió su nombre actual. Su principal objetivo es el de la propagación y protección de las especies de flora y fauna originarias de esta región. Es un bosque tropical que se formó aproximadamente hace ciento treinta millones de años.
El territorio del parque ha sido habitado por el hombre desde al menos hace 2.000 años. Todavía habitan en los alrededores del parque poblaciones autóctonas.
La administración del parque se encuentra en Kuala Tahan. Para visitar el parque hay un servicio diario de transporte desde Kuala Lumpur. También se puede llegar con el servicio de autobuses público. Entre las actividades para los visitantes están la natación, paseos en bote, pesca, exploración de cavernas, marcha, etc.

### Fauna
El Taman Negara es uno de los hábitats mejor conservados dentro de la Península malaya, esto hace que se note en una variada y excepcional fauna...

#### Mamíferos
La clase de los mamíferos se encuentra bien representado en el parque, con la presencia de 11 órdenes, más de 30 familias y alrededor de 150 especies. Por lo que los mamíferos representan un grupo destacado dentro de la reserva, si no especialmente por su abundancia o densidad poblacional, pero si por su variedad y por ser el último refugio de muchos taxones de mamíferos en la península.

##### OrdenPrimates
El Orden de los Primates cuenta con 3 familias presentes que, a su vez, derivan en 7 especies. La reserva del Taman Negara, al igual que las reservas de alrededor y de la península cuenta con especies de primates típicas del Sudeste asiático y del antiguo continente de Sonda. Esto hace que un buen número de familias de la taxonomía de los primates estén presentes, aunque el número de especies sea escaso en comparación con la diversidad del Orden. 
No obstante el parque nacional es el refugio de especies catalogadas como "en peligro" de extinción por la UICN, como el Gibón de Manos Blancas Malayo (Hylobates lar lar) y del Siamang (Symphalangus syndactylus). Estos taxones presentan unas buenas poblaciones, pero fluctuantes, debido a la posibilidad que tienen los nativos del parque o Orang Asli de cazarlos para su sustento. Por otra parte también es un lugar estratégico en la conservación de algunas especies como el Loris Lento (Nycticebus coucang) o el Macaco de Cola de Cerdo Sureño (Macaca nemestrina), amenazados por el contrabando y por la pérdida de hábitat respectivamente, lo que les ha llevado a ser catalogados como "vulnerables" por la UICN.
Los primates, en general tienen un papel importante como consumidores y posterior dispersores de semillas en el Taman Negara. A su vez muchos son presas frecuentes de otras muchas especies de animales presentes, llegando a constituir una parte muy importante de la dieta de estos.
| Familia         | Género         | Especie      | Subespecie   | Nombre en español                 | Imagen | En el parque nacional |
| --------------- | -------------- | ------------ | ------------ | --------------------------------- | ------ | --- |
| Lorisidae       | Nycticebus     | coucang      |              | Loris lento                       |        | Son frecuentes de ver en todo el perímetro de la reserva. Animales nocturnos y arborícolas de fácil observación bajo las condiciones adecuadas, incluidos asentamientos humanos. Solitarios. De tamaño muy reducido. Como todos los Loris se encuentra en peligro fundamentalmente debido al tráfico de especies, no se tramita ninguna medida específica de protección.                                                                                                |
| Cercopithecidae | Macaca         | fascicularis | fascicularis | Macaco cangrejero o de cola larga |        | El primate más abundante en toda la reserva, su avistamiento es bastante sencillo. Primates diurnos y que se adaptan bien a cualquier terreno (Predilección por los asentamientos humanos). Normalmente gregario, pero en esta reserva es posible observarlos en solitario. Tamaño pequeño. Su gran número y distribución no lo hacen un animal con el que se deban tomar medidas de protección.                                                                        |
|                 |                | nemestrina   |              | Macaco cola de cerdo sureño       |        | Con un abundancia media en las partes más altas de la reserva es un primate sencillo de ver si se visitan las zonas adecuadas. Son diurnos y se adaptan a todos los terrenos, aunque con un a preferencia por los hábitats en las colinas y montañas. Gregarios pudiendo formar grandes grupos. Tamaño grande Sus poblaciones no son excesivamente grandes y esta relativamente aisladas, por lo que no se toman medidas para su conservación más allá del seguimiento. |
|                 | Trachypithecus | obscurus     |              | Langur oscuro o de anteojos       |        | Primate poco abundante en la reserva y rara vez visto. Preferencia por las zonas bajas y cerca de los ríos. Diurnos, mayoritariamente arborícolas y gregarios. Tamaño medio La reserva no se destaca por sus poblaciones de Langur de anteojos, no obstante su buena situación en el resto del país hace que no se tomen medidas de gestión significativas. |
|                 | Presbytis      | siamensis    |              | Surili de muslos blancos          |        | No existe demasiada información sobre este taxón en la reserva. Se les puede ver de día, en grupos pequeños o en solitario en los lugares más profundos de la reserva. Tamaño grande La falta de información impide tomar medidas para su conservación |
| Hylobatidae     | Hylobates      | lar          | lar          | Gibón de manos blancas malayo     |        | Primate con una presencia media. Difícil de ver pero fácil de escuchar sus llamadas y cantos al amanecer. Son diurnos y casi exclusivamente arborícolas. Normalmente en parejas y/o en pequeños grupos. Tamaño medio Sobre este taxón se realiza un monitoreo intensivo, puesto que los Orang Asli tiene licencia para cazarlos. |
|                 | Symphalangus   | syndactylus  |              | Siamang                           |        | El más grande de todos los primates de la reserva, difícil de ver, pero más asequible de escuchar las llamadas y cantos que realiza, especialmente por la mañana. Preferencia por bosques en entornos montañosos y de colinas. Diurnos y arborícolas. Normalmente solitarios. Los Orang Asli tienen licencia para cazarlos, por lo que sus poblaciones son fluctuantes y se someten a escrutinio.                                                                       |

##### OrdenDermoptera
El grupo de los dermópteros se encuentra representado en el Taman Negara por la especies monotípica de uno de los dos únicos géneros existentes actualmente. Procedentes del antiguo continente de Sonda. El colugo es un taxón endémico hoy en día del antiguo continente. Si bien solo habitan en una área reducida, son localmente abundantes. Aún hoy en día las investigaciones sobre los Dermopteros no han dado con un pronóstico claro de cual puede ser el papel de estos en los ciclos ecológicos. Se alimentan de una variedad grande de hojas, exudaciones de árboles, cortezas y ocasionalmente pequeños invertebrados. 
| Familia        | Género     | Especie    | Subespecie | Nombre en español | Imagen | En el parque nacional |
| -------------- | ---------- | ---------- | ---------- | ----------------- | ------ | --- |
| Cynocephalidae | Galopterus | variegatus |            | Colugo            |        | Mamífero dermóptero del tamaño de un gato grande. Es posible avistarlos en toda la reserva, especialmente en el bosque bajo de dipterocarpáceas predominante en la reserva, si bien no es común. Normalmente solitarios o en pequeños grupos. Nocturnos y exclusivamente arborícolas. No es un taxón amenazado, por lo que es de preocupación menor dentro de las medidas de gestión del parque. |

##### OrdenScandentia
El Orden de los Scandentia se encuentra bien representado dentro de las reserva, puesto que habitan las dos familias existentes (Tupaiidae y Ptilocercidae) así como 3 especies. Ninguna de las especies de Scandentia o Tupayas que habitan la reserva están en peligro. No obstante los Scandentia juegan un papel importante como agentes de dispersión de semillas de muchas plantas, como los árboles del Género Ficus. La Tupaya de Cola Plumosa (Ptilocercus lowii) es a su vez un agente polinizador muy destacado, especialmente entre plantas con elevados porcentajes de néctar alcohólico. Debido a este papel destacado del ecosistema las tupayas son un elemento de conservación y preservación de la reserva.
| Familia       | Género      | Especie | Subespecie | Nombre en español      | Imagen | En el parque nacional |
| ------------- | ----------- | ------- | ---------- | ---------------------- | ------ | --- |
| Tupaiidae     | Tupaia      | glis    |            | Tupaya común           |        | Taxón muy común en la reserva, del tamaño de un ardilla (Con las que se les suele confundir). Es posible avistarlos en toda la reserva, especialmente en las zonas de bosque de cotas bajas y cerca de asentamientos humanos. Suele verse desplazándose por el suelo o a poca altura. Principalmente diurna. En solitario o en grupos pequeños. La tupaya común es un taxón abundante y fuera de peligro en la reserva, por lo que no se aplican medidas especiales de gestión |
|               |             | minor   |            | Tupaya enana           |        | Menos abundante que el otro taxón de su Género presente en la reserva, aunque también es posible avistarlos en cualquier parte. Suele desplazarse por los árboles, pero por la zona baja del dosel arbóreo. Tamaño bastante reducido. Normalmente en grupos de tamaño medio. El taxón es abundante en la reserva, por lo que no se aplican medidas específicas de conservación.                                                                                                |
| Ptilocercidae | Ptilocercus | lowii   |            | Tupaya de cola plumosa |        | Taxón muy poco frecuente, generalmente solo es detectado por personal científico del parque mediante equipo y metodologías especializadas. Taxón pequeño, nocturno y solitario. Debido al gran desconocimiento general de este taxón se vienen llevando a cabo estudios para profundizar en su naturaleza. |

##### OrdenCarnivora
Los carnívoros representan uno de los grupos de mamíferos más diversos en el Taman Negara, puesto que se encuentran representadas 6 familias, con 23 géneros y 30 especies. La reserva es probablemente la más significativa del mundo en cuanto a diversidad de mamíferos provenientes del antiguo continente de Sonda, y una de las más destacadas de Asia en términos de diversidad de carnívoros en general. Además la reserva es uno de los hábitats más importantes y refugio de algunas de las especies de carnívoros más amenazados, tanto en la península, como en el país y a escala global. Dentro de este grupo se pueden incluir la Civeta-nutria (Cynogale bennettii), el Gato de Cabeza Ancha (Prionailurus planiceps), el Tigre Malayo (Panthera tigris jacksoni), el Cuón (Cuon alpinus) y la Nutria de Sumatra (Lutra sumatrana). Todas las especies o sub-especies anteriores están marcadas por la UICN como especies amenazadas con los rangos de "en peligro" o "en peligro crítico". Siendo la reserva central del Tigre Malayo, al disponer de la mayor cantidad de hábitat y población de esta subespecie en riesgo extremo de desaparecer, de una especie ya de por sí en peligro.
El Taman Negara es un lugar importante a su vez para favorecer a la preservación de otras especies o subespecies vulnerables como el Linsang (Hemigalus derbyanus), la Civeta Manchada (Viverra megaspila), el Binturong (Arctictis binturong), el Gato Pescador (Prionailurus viverrinus), la Pantera Nebulosa (Neofelis nebulosa), el Leopardo de Indochina (Panthera pardus delacouri), el Oso Malayo (Helarctos malayanus), la Nutria Lisa (Lutrogale perspicillata) y la Nutria Enana (Aonyx cinereus). Todas estas catalogadas como "vulnerables" por la UICN. La reserva es especialmente relevante para el Gato Pescador en Malasia, pues cuenta con la única población del país, así como lo es también para el Leopardo de Indochina y la Pantera Nebulosa puesto que, aunque no son las únicas poblaciones del país, sí constituyen su lugar de preservación más importante en Malasia.
Los carnívoros cumplen con un papel esencial en el ecosistema del parque, puesto que son regidores de muchos sistemas y complejos ecológicos del parque nacional. Debido a su gran variedad, existen también gran número de procesos ecológicos donde los carnívoros están implicados, desde los carnívoros casi estrictos a los omnívoros con una dieta predominantemente a otras fuentes de alimento.
| Familia     | Género       | Especie        | Sub-especie   | Nombre en Español                          | Imagen | En el Parque Nacional |
| ----------- | ------------ | -------------- | ------------- | ------------------------------------------ | ------ | --- |
| Viverridae  | Paradoxurus  | hermaphroditus |               | Civeta de las palmeras común               |        | Taxón común en el área protegida, del tamaño de un perro mediano. Es posible avistarlos en toda la reserva, especialmente en las zonas de bosque de cotas bajas y cerca de asentamientos humanos. Principalmente nocturna y solitaria. Frecuentemente divisada en la parte más alta del dosel arbóreo, aunque puede encontrarse en cualquier parte. La Civeta de las palmeras común es un taxón fuera de peligro en la reserva, por lo que no se aplican medidas especiales de gestión. |
|             | Arctogalidia | trivirgata     |               | Civeta de las palmeras de dientes pequeños |        | Este taxón tiene una densidad de población intermedia en el Taman Negara. Del tamaño aproximado de un gato. Principalmente nocturna, arborícola y solitaria. Se le puede ver normalmente en la parte más alta del dosel arbóreo. Es otro taxón fuera de los estándares de peligro y que se da en la reserva sin problemas. |
|             | Hemigalus    | derbyanus      |               | Civeta de las palmeras rayada o Linsang    |        | Infrecuente, poblaciones estables pero de difícil detección sin técnicas ni material específico.Tamaño corporal parecido a un gato alargado. Nocturna, mayoritariamente terrestre y solitaria. Ocasionalmente se le ve deambulando cerca de asentamientos humanos y los refugios de observación. Es un taxón declarado como vulnerable, por lo cual debería estar sujeta a seguimiento y a medidas que mejoren la situación. No obstante su principal problema es la pérdida de hábitat, por lo que en la reserva no se toman medidas particulares.                                                                                                |
|             | Paguma       | larvata        |               | Civeta de las palmeras enmascarada         |        | Taxón común en los ambientes localmente favorables en el área protegida, del tamaño de un perro pequeño. Las zonas de bosque montano son las más adecuadas para su observación Fundamentalmente arborícola, nocturna y solitaria. No se aplican medidas particulares de conservación al ser un taxón fuera de peligro. |
|             | Viverra      | tangalunga     |               | Civeta malaya                              |        | La civeta malaya es uno de los habitantes más frecuentes de la reserva, del tamaño aproximado de un perro mediano. Vive en todas las cotas y hábitats del parque nacional y muestra predilección por los asentamientos humanos. Fácilmente divisable por las noches con los medios adecuados. Solitaria, nocturna y terrestre. Este taxón se encuentra protegido en todo el territorio malayo, pero existen fuertes problemas derivados del enfrentamiento con las comunidades locales de granjeros. |
|             |              | zibetha        | pruinosa      | Civeta india o de Indochina                |        | El rango de extensión de la Civeta India llega hasta el área protegida, si bien no es una de sus áreas más importantes de población por lo que se hace un animal bastante raro de observar en el Taman Negara. Del tamaño de un perro mediano, solitaria, nocturna y terrestre. Predilección por los asentamientos humanos. Protegido en todo el territorio malayo. Se realizan medidas de apaciguamiento con el choque de las comunidades locales. |
|             |              | megaspila      |               | Civeta punteada                            |        | Taxón extremadamente raro, tanto en el parque nacional como en general. Existen muy pocos datos sobre la ecología de estos animales. Imposibles de detectar sin metodologías y material específico. Del tamaño de un perro mediano Se encuentra protegida en todo el territorio malayo, más al estar catalogada como en peligro. La falta de conocimiento de esta especie hace que no exista un consenso sobre medidas para una gestión eficiente. |
|             | Arctictis    | binturong      | binturong     | Binturong malayo                           |        | Infrecuente en su detección, no así en sus poblaciones que se mantiene en buen estado en el área protegida. Del tamaño de un perro grande. Nocturno, solitario y arborícola. Suele encontrarse en el bosque más profundo. Como todas las grandes civetas se encuentra protegido en todo el territorio malayo, el parque no toma medidas cautelares particulares puesto que su mayor problema es la pérdida de hábitat. |
|             | Prionodon    | linsang        |               | Linsang rayado                             |        | Taxón no muy habitual, sus poblaciones son de densidad media, pero su detectabilidad sin metodología y equipamiento específico son bajas. Carnívoro, nocturno, solitario o en grupos familiares y en todos de los estamentos del dosel arbóreo. Tamaño de un gato mediano. Es posible observarlo alrededor de asentamientos humanos. No se aplican medidas particulares de conservación al ser un taxón fuera de peligro. |
|             | Cynogale     | bennetti       |               | Civeta acuática, nutria o pescadora        |        | Taxón muy infrecuente, en peligro de extinción mundial, con densidades de población bajas y detectabilidad muy dificultosa. Esto hace que su ecología se también muy desconocida. Del tamaño de un gato, nocturna, solitaria y asociada a cursos de agua en buen estado y de baja altura. Se encuentra protegida en todo el territorio malayo, más al estar catalogada como en peligro. La falta de conocimiento de esta especie hace que no exista un consenso sobre medidas para una gestión eficiente. |
| Felidae     | Felis        | sylvestris     | catus         | Gato Doméstico                             |        | Subespecie doméstica. Presente cerca de algunos asentamientos. |
|             | Prionailurus | bengalensis    | bengalensis   | Gato Leopardo o Bengalí                    |        | Taxón abundante en la reserva, pero de difícil detección. Del tamaño de un perro. Se encuentran en toda la reserva, especialmente en las zonas de bosque de cotas bajas. Solitarios que se mueven por los estratos inferiores del dosel arbóreo y por el suelo. No se aplican medidas especiales de protección |
|             |              | planiceps      |               | Gato de Cabeza Plana                       |        | Taxón extremadamente raro, cuya población es incierta pero muy reducida. Casi exclusivamente nocturno o crepuscular. Vive fuertemente asociado a los ecosistemas acuáticos. Del tamaño de un gato pequeño. Solitario. Debido a su estatus, se están intentando realizar controles e investigaciones para saber como gestionar esta especie. |
|             |              | viverrinus     |               | Gato Pescador                              |        | Otro taxón extremadamente raro, cuya población es incierta o testimonial. Crepuscular, solitario y habitualmente en las cercanías de los ecosistemas acuáticos. Del tamaño de un perro. Debido a que el parque y las inmediaciones son su único hábitat en Malasia se están realizando estudios para adecuar algunos hábitats y estabilizar su presencia. |
|             | Pardofelis   | marmorata      | marmorata     | Gato Jaspeado de Sonda                     |        | Se pueden ver en toda la reserva, especialmente en los hábitats con grandes árboles. Animales nocturnos y arborícolas de observación posible bajo las condiciones adecuadas. Se mueven en todos los estratos del dosel árboreo, siendo el estrato superior una zona de prevalencia. Solitarios y del tamaño de un gato con la cola muy grande El Mayor peligro que corren los Gatos Jaspeados es debido a la pérdida de hábitat, por lo que la reserva en sí misma es el mejor garante de su preservación. |
|             | Catopuma     | temmincki      | dominicanorum | Gato Dorado Asiático                       |        | Taxón de abundancia media en la reserva, pero de difícil detección. Del tamaño de un perro. Se encuentran en toda la reserva, especialmente en las zonas de bosque de cotas bajas. Solitarios que se mueven por todos los estratos del dosel arbóreo y por el suelo. No se aplican medidas especiales de protección, al ser un taxón relativamente abundante en varios países. |
|             | Neofelis     | nebulosa       | nebulosa      | Pantera Nebulosa                           |        | Uno de los animales más simbólicos de la reserva, que cuenta con buenas poblaciones. Su detección es compleja, pues se mueve por todos los estratos del dosel arbóreo y terrestre, con especial inclinación por ñas áreas aisladas de los humanos. Del tamaño de un perro grande y solitarios. El animal esta en el objetivo de mira de las autoridades debido a la creciente demanda de la medicina tradicional China. |
|             | Panthera     | tigris         | jacksoni      | Tigre Malayo                               |        | Animal bandera de Malasia y uno de los más buscados en el Taman Negara. Su población, de aproximadamente 350 individuos representa 2/3 de la población existente de esta subespecie. No es común de avistar, pero es posible su ocurrencia en cualquier punto de la reserva. Estrictamente terrestre, muestra predilección por entornos acuáticos. Solitario excepto en época de apareamiento. El felino más grande existente y el carnívoro más grande de la reserva. Las autoridades de gestión del parque monitorean asiduamente las poblaciones en la reserva, que gozan de buena salud y podrían estar intentando migrar fuera de la reserva. |
|             |              | pardus         | delacouri     | Leopardo de Sonda                          |        | El leopardo de Sonda presenta una abundancia media en la reserva, de difícil detección. Considerablemente más pequeño que el Tigre Malayo, pero aun así el segundo mayor felino de la reserva. Se encuentran en toda la reserva. Solitarios que se mueven por todos los estratos del dosel arbóreo y por el suelo. No se aplican medidas especiales de protección, a pesar de ser objetivo cada vez mayor de caza furtiva. |
| Herpestidae | Herpestes    | javanicus      |               | Mangosta de Java                           |        | |
|             |              | urva           |               | Mangosta Cangrejera                        |        | |
| Canidae     | Canis        | lupus          | familiaris    | Perro Doméstico                            |        | Subespecie doméstica. Presente cerca de algunos asentamientos. |
|             | Cuon         | alpinus        | sumatrensis   | Cuón                                       |        | |
| Ursidae     | Helarctos    | malayanus      | malayanus     | Oso Malayo                                 |        | |
| Mustelidae  | Mustela      | nudipes        |               | Comadreja Malaya                           |        | |
|             | Martes       | flavigula      |               | Marta de Garganta Amarilla                 |        | |
|             | Lutrogale    | perspicillata  | perspicillata | Nutria Lisa o Plana                        |        | |
|             | Aonyx        | cinereus       |               | Nutria Cenicienta o Enana                  |        | |
|             | Lutra        | sumatrana      |               | Nutria de Sumatra                          |        | |
|             |              | lutra          |               | Nutria Euroasiática                        |        | |

##### OrdenPholidota
El Pangolín Malayo (Manis javanica) es la única especie presente en el área del Taman Negara de las 8 especies de Pholidota que se han descrito. Si bien es solo una especie, esta es de vital importancia, puesto que se encuentra en la categoría de "en peligro crítico" de la UICN por la dramática reducción de su número en los últimos años a causa del contrabando para la medicina popular China. El gran tamaño de la reserva sirve como garante de que las poblaciones de Manis javanica se mantengan relativamente seguras. Los pangolines son importantes dentro del entorno debido a que son fundamentalmente mirmecófagos, y tienen la habilidad de regular los ciclos de vida y patrones de estos insectos, fundamentales en cualquier hábitat del parque.
| Familia | Género | Especie  | Sub-especie | Nombre en Español | Imagen | En el Parque Nacional |
| Manidae | Manis  | javanica |             | Pangolín Malayo   |        | Es un habitante habitual de los grandes bosques de Dipterocarpáceas presentes en la reserva. Del tamaño de un perro pequeño, se les suele ver solos o en parejas durante la noche. Es mayoritariamente terrestre aunque es un buen nadador. Es posible observarlo en cualquier parte de la reserva, incluyendo asentamientos humanos. El pangolín malayo es una de las especies que más peligro corre dentro de la reserva, pues son frecuentes los intentos de contrabando de los mismos. Es por ello qu ese desarrolla un programa adaptado. |

##### OrdenPerissodactyla
El orden de los Perissodatyla es, sino el más importante, uno de los pilares fundamentales de la reserva a nivel de fauna. Cuenta con únicamente dos especies (Dicerorhinus sumatrensis sumatrensis y Tapirus indicus) de dos familias diferentes (Rhinocerotidae y Tapiridae), pero ambos con una importancia capital, pues ambas están catalogadas como "en peligro crítico" o "en peligro" por la UICN. El Taman Negara constituye uno de los últimos hábitats que existen para estas dos especies extremadamente amenazadas.
Las dos familias de Perissodactyla presentes desempeñan un papel fundamental como agentes dispersores de semillas de tamaño medio (tapir malayo) y grande (rinoceronte de Sumatra), siendo de forma directa responsables de la expansión y regeneración de numerosas especies arbóreas que forman las comunidades más representativas del área protegida. Además de mantener las selvas donde habitan en óptimas condiciones son también importantes en la regeneración de zonas con perturbaciones de tipo medio, al aumentar la diversidad de las mismas y ayudar a reforjar las relaciones ecológicas. Además su estilo de alimentación como ramoneadores, el hábito de utilizar casi siempre los mismos caminos y la transformación que hacen de los cursos fluviales con sus bañeras implican un más alto nivel de impacto en diversos ecosistemas.
| Familia        | Género       | Especie     | Sub-especie | Nombre en Español      | Imagen | En el Parque Nacional |
| Rhinocerotidae | Dicerorhinus | sumatrensis | sumatrensis | Rinoceronte de Sumatra |        | Extremadamente raro desde hace largo tiempo, evita el contacto y solo vive en las partes más profundas, aisladas y mejor conservadas de la reserva. Solitarios o en grupos pequeños, predominantemente nocturnos. De gran tamaño y terrestres. Suelen pasar largas horas al día refrescándose en cursos de agua aislados. Las últimas noticias provenientes desde la agencia de comunicación del parque apuntan a que la población posiblemente esté extinta.                                        |
| Tapiridae      | Tapirus      | indicus     |             | Tapir Malayo           |        | Animal relativamente raro en la reserva, pero casualmente no de difícil detección, debido a su predisposición a vivir en los lugares alterados y cerca de los asentamientos humanos. De gran tamaño, solitario o en parejas, se les suele ver por la noche en los lamederos de sal. El tapir malayo está en peligro fundamentalmente por la pérdida de hábitat, es por ello que la reserva ha creado un corredor biológico que permita a los individuos de otras poblaciones desplazarse libremente. |